# Parapithomyces clitoriae
Parapithomyces clitoriae är en svampart som beskrevs av Alcorn 1992. Parapithomyces clitoriae ingår i släktet Parapithomyces, divisionen sporsäcksvampar och riket svampar.   Inga underarter finns listade i Catalogue of Life.